# Kamenná (zámek)
Zámek Kamenná je zřícenina renesančního zámku v Kamenné, části obce Milín v okrese Příbram. Zámek vznikl ve druhé polovině 16. století. Ve druhé polovině 18. století byl barokně přestavěn. Zámek a park jsou od roku 1958 je chráněny jako kulturní památky České republiky.
Zámek v dezolátním stavu je v soukromém vlastnictví.

## Historie
Zámek byl vystavěn v renensančním stylu ve druhé polovině 16. století. V 18. století, kdy zámek vlastnil Jan Dominik Krumpholtz, byl pozdně barokně přestavěn. Od roku 1788 vlastnil zámek a panství Matyáš Wagner z Angerburgu. V první polovině 19. století byl zámek klasicistně rozšířen. Majitelem velkostatku se stal Jan Arnošt Fleisner, po něm francouzský šlechtic Landerville a koncem 19. století hrabě Richard Clam Martinic. V roce 1875 byl zrušen zámecký pivovar. V roce 1895 se stal majitelem továrník Kocián Hernych z Ústí nad Orlicí. V roce 1910 dvůr se zámkem koupil statkář Otakar (Otta) Brdlík, později se stal spolumajitelem i jeho zeť Mirko Uher. Počátkem 20. století majitelé modernizovali jeho interiéry. V roce 1921 zcela vyhořel ovčín. V roce 1950 byl zámek rodině Uhrů zkonfiskován a stal se z něj Státní statek Kamenná. Poté došlo k celkové degradaci památky. Památkový katalog již v sedmdesátých letech 20. století evidoval výraznou degradaci tehdy již nevyužívané stavby.
Po roce 1989 zámek přešel do soukromého vlastnictví. Oprava památky se však ukázala být nad finanční možnosti vlastníka, stavba ještě více degradovala do havarijního stavu a hrozí jí zánik.
V roce 2018 byla zahájena revitalizace zámeckého parku, který je vlastnictví obce Milín.

## Popis
Stavba zámku je jednopatrová budova obdélníkového půdorysu. Z jižní strany zámku se nachází rozsáhlý barokní hospodářský dvůr, ke kterému patřil také ovčín a malý pivovar. Ze severní a východní strany se rozkládá anglický park.